# Ibrahim Kajan
Ibrahim Kajan (ur. 1 listopada 1944 w Mostarze) – bośniacki pisarz i publicysta narodowości chorwackiej.

## Życiorys
Jest absolwentem Akademii Pedagogicznej w Dubrowniku i Uniwersytetu w Zagrzebiu.
Był prezesem Towarzystwa Kulturalnego Boszniaków w Chorwacji „Preporod” (chorw. Kulturno društvo Bošnjaka Hrvatske »Preporod«). W latach 1991–2001 był redaktorem naczelnym zagrzebskiego czasopisma „Behar” (był jego założycielem). Pisze wiersze oraz powieści podróżnicze i historyczne. Jego liryka nacechowana jest duchowością i islamskim mistycyzmem.

## Wybrane publikacje
(opracowano na podstawie materiału źródłowego)
- Arabija, ljubavi moja (1967)
- Al-Sajab i kamena vaza (1969)
- Kuću dok nađeš (1978)
- Ljubavni huhujek (1989)
- Muslimanski danak u krvi (1992)
- Zavođenje Muslimana (1992)
- Ljubavi je malo (1994)
- Bošnjak na Trgu bana Jelačića (1998)
- Druga bajka (2003)
- Katarina, kraljica bosanska (2004)
- Pogled u Bosnu: tragom bosanskih kraljeva (2010)
- Grad velike svjetlosti: mostarske vedute (2014)